# Hold on Hope
Hold on Hope è il 10° mini album del gruppo musicale statunitense Guided by Voices, pubblicato nel 2000 negli Stati Uniti d'America dalla TVT Records. Nel 2001 la Fading Captain Series ripubblicò lo stesso album come 11° mini album in una nuova versione, re-intitolata Daredevil Stamp Collector, aggiungendo una b-side di un singolo pubblicato nel Regno Unito e una versione demo del brano Hold on Hope. La canzone del titolo compare nella colonna sonora di un episodio ("My Occurrence") della serie televisiva Scrubs e nella relativa raccolta, Music from Scrubs, del 2002

## Descrizione
Il brano del titolo e un altro provengono dal precedente album del 1999, Do the Collapse, altri sono outtake registrati durante le stesse sessioni e altri due da quelle dell'album successivo. Due brani sono basati su altri tratti dall'album del 1996 Tonics & Twisted Chasers ("Idiot Princess" è una versione alternativa di "Reptilian Beauty Secrets" e "Do the Collapse" è una versione strumentale di "Girl from the Sun"). Il brano del titolo era già stato pubblicato come singolo nel Regno Unito dalla Creation Records, il 1º novembre 1999. Una versione ridotta a sei brani dell'EP venne pubblicata nel 2000 nei Paesi Bassi dalla Cycle Records e, in Australia, una versione ridotta a cinque brani venne pubblicata dalla TVT Records, contenente anche il lato B dell'edizione in singolo del 1999. nel 2009 la TVT Records pubblicò una nuova ristampa dell'album in vinile, contenente materiale aggiuntivo proveniente dal precedente EP Plugs for the Program.

## Tracce
Tutti i brani sono stati scritti da Robert Pollard.

### EP (CD, TVT Records, USA)
1. "Underground Initiations" - 2:04
2. "Interest Position" - 2:25
3. "Fly Into Ashes" - 2:26
4. "Tropical Robots" - 0:51
5. "A Crick Uphill" 2:23
6. "Idiot Princess" - 1:38
7. "Avalanche Aminos" - 2:10
8. "Do the Collapse" - 1:43
9. "Hold on Hope" - 3:33

### EP (CD, Cycle Records, Paesi Bassi)
1. "Hold on Hope" - 3:33
2. "Underground Initiations" - 2:04
3. "Tropical Robots" - 0:51
4. "A Crick Uphill" 2:23
5. "Idiot Princess" - 1:38
6. "Do the Collapse" - 1:43

### EP (CD, TVT Records, Australia)
1. "Hold on Hope" - 3:33
2. "Perfect This Time" - 2:31
3. "Interest Position" - 2:25
4. "A Crick Uphill" 2:23
5. "Avalanche Aminos" - 2:10

### EP (Vinile 12", TVT Records, USA)
Lato A
1. "Underground Initiations" - 2:04
2. "Interest Position" - 2:25
3. "Fly Into Ashes" - 2:26
4. "Tropical Robots" - 0:51
5. "A Crick Uphill" 2:23
6. "Idiot Princess" - 1:38
7. "Avalanche Aminos" - 2:10

Lato B
1. "Do the Collapse" - 1:43
2. "Hold on Hope" - 3:33
3. Surgical Focus [Remix, Bonus Track] - 3:44
4. Sucker Of Pistol City [Bonus Track] - 2:24
5. Picture Me Big Time [Demo, Bonus Track] - 2:56

### Singolo (Creation Records, Regno Unito)
Lato A
1. "Hold on Hope" - 3:24

Lato B
1. "Perfect This Time" - 2:31

### Daredevil Stamp Collector: Do The Collapse B-sides
Lato A
1. Underground Initiations
2. Interest Position
3. Fly Into Ashes
4. Tropical Robots
5. A Crick Uphill

Lato B
1. Idiot Princess
2. Avalanche Aminos
3. Do The Collapse
4. Perfect This Time
5. Hold On Hope [Demo]